# Flocourt
Flocourt település Franciaországban, Moselle megyében. Lakosainak száma 129 fő (2022. január 1.). Flocourt Béchy, Rémilly, Saint-Epvre, Thimonville és Tragny községekkel határos.

## Népesség
A település népességének változása:
| Lakosok száma | 128  | 104  | 114  | 127  | 119  | 120  | 116  | 119  | 117  | 129  |
|               | 1968 | 1982 | 1990 | 2006 | 2013 | 2015 | 2017 | 2019 | 2020 | 2022 |